# Campeonato Europeu de Ginástica Artística de 2002 - Resultados femininos
Os resultados masculinos do Campeonato Europeu de Ginástica Artística de 2002 contaram com todas as provas.

## Resultados

### Individual geral
Finais
| Posição           | Ginasta                | Total  |
| ----------------- | ---------------------- | ------ |
| Medalha de ouro   | RUS Svetlana Khorkina  | 37,592 |
| Medalha de prata  | NED Verona van de Leur | 37,542 |
| Medalha de bronze | UKR Alyona Kvasha      | 36,405 |
| 4                 | RUS Natalia Ziganshina | 36,280 |
| 5                 | ROM Oana Petrovschi    | 36,274 |
| 6                 | NED Suzanne Harmes     | 36,061 |
| 7                 | ESP Elena Gomez        | 36,011 |
| 8                 | BUL Eugenia Kuznetsova | 35,810 |
| 9                 | ITA Teresa Gargano     | 35,499 |
| 10                | GBR Rebecca Owen       | 35,198 |
| 11                | CZE Jana Komrskova     | 35,175 |
| 12                | ITA Monica Bergamelli  | 35,086 |
| 13                | GRC Vasiliki Millousi  | 34,273 |
| 14                | GBR Beth Tweddle       | 34,242 |
| 15                | SLO Maja Hribar        | 33,737 |
| 16                | GER Lisa Brueggemann   | 34,865 |
| 17                | FIN Annukka Almenoska  | 33,331 |
| 18                | BEL Celine Sohet       | 33,198 |
| 19                | ISR Michal Moreli      | 32,968 |
| 20                | CZE Zusana Obonova     | 32,324 |
| 21                | BUL Ralitsa Rangelova  | 32,280 |
| 22                | SWE Karolina Bohman    | 32,223 |
| 23                | HUN Renata Kiss        | 31,517 |
| 24                | LAT Irina Misiugina    | 31,135 |

| Pos.              | Ginasta                  | Pts   |
| ----------------- | ------------------------ | ----- |
| Medalha de ouro   | RUS Natalia Ziganshina   | 9,443 |
| Medalha de prata  | NED Verona van de Leur   | 9,387 |
| Medalha de bronze | ROM Oana Petrovschi      | 9,131 |
| 4                 | UKR Alona Kvasha         | 9,043 |
| 4                 | RUS Elena Zamolodchikova | 9,043 |
| 6                 | ESP Elena Gomez          | 8,999 |
| 7                 | ITA Ilaria Colombo       | 8,993 |
| 8                 | ITA Monica Bergamelli    | 4,575 |

| Pos.              | Ginasta               | Pts   |
| ----------------- | --------------------- | ----- |
| Medalha de ouro   | RUS Svetlana Khorkina | 9,550 |
| Medalha de prata  | NED Renske Endel      | 9,450 |
| Medalha de bronze | GBR Beth Tweddle      | 9,287 |
| 4                 | NED Suzanne Harmes    | 9,187 |
| 5                 | ITA Monica Bergamelli | 9,112 |
| 6                 | UKR Alona Kvasha      | 9,025 |
| 7                 | RUS Lyudmila Ezhova   | 8,700 |
| 8                 | UKR Irina Yarotska    | 7,487 |

| Pos.              | Ginasta                | Pts   |
| ----------------- | ---------------------- | ----- |
| Medalha de ouro   | RUS Lyudmila Ezhova    | 9,562 |
| Medalha de prata  | RUS Svetlana Khorkina  | 9,262 |
| Medalha de bronze | NED Verona van de Leur | 9,187 |
| 4                 | ITA Ilaria Colombo     | 9,100 |
| 5                 | NED Suzanne Harmes     | 8,850 |
| 6                 | FRA Delphine Regease   | 8,650 |
| 7                 | GBR Beth Tweddle       | 8,550 |
| 8                 | ESP Elena Gomez        | 8,525 |

| Pos.              | Ginasta                | Pts   |
| ----------------- | ---------------------- | ----- |
| Medalha de ouro   | UKR Alona Kvasha       | 9,500 |
| Medalha de prata  | RUS Natalia Ziganshina | 9,450 |
| Medalha de bronze | NED Verona van de Leur | 9,400 |
| 4                 | ESP Elena Gomez        | 9,362 |
| 5                 | RUS Svetlana Khorkina  | 9,075 |
| 6                 | GRC Dimitra Kastritsi  | 9,062 |
| 7                 | ITA Teresa Gargano     | 9,000 |
| 8                 | UKR Tatiana Yarosh     | 8,800 |

### Equipes
Finais
| Posição           | País          | Total   |
| ----------------- | ------------- | ------- |
| Medalha de ouro   | Rússia        | 111,833 |
| Medalha de prata  | Países Baixos | 107,635 |
| Medalha de bronze | Itália        | 105,948 |
| 4                 | Ucrânia       | 105,858 |
| 5                 | França        | 104,047 |
| 6                 | Reino Unido   | 102,772 |
| 7                 | Bulgária      | 101.011 |
| 8                 | Bielorrússia  | 100,559 |